# Kynureenzuur
Kynureenzuur of 4-hydroxy-chinoline-2-carbonzuur is een carbonzuur afgeleid van chinoline. Het is chinaldinezuur met een hydroxylgroep op positie 4. Het is een metaboliet van het aminozuur L-tryptofaan en komt voor in het lichaam van mensen en dieren. Het ontstaat door enzymatische omzetting van het aminozuur L-kynurenine.
De stof werd voor het eerst gedetecteerd in 1853 door Justus Liebig in de urine van honden.

## Biologische activiteit
Kynureenzuur komt voor in het hersenvocht. De stof interageert met het immuunsysteem; tijdens virusinfecties verhoogt het niveau van kynureenzuur. Dit werd onder meer aangetoond bij patiënten met tekenencefalitis. Ook patiënten met amyotrofe laterale sclerose (ALS) hebben significant hogere kynureenzuurconcentraties.
Het is een neuroprotector en de enige bekende endogene (in het lichaam zelf gevormde) antagonist van exciterende glutamaatreceptoren (inclusief de NMDA-receptor). Het blokkeert ook de neurotoxiciteit van kaïnezuur. De stof kan een rol spelen bij de behandeling van neurologische ziekten als ALS.